# Museo Nazionale di Palazzo Mansi
Museo Nazionale di Palazzo Mansi er et af de to primære kunstmuseer, der ejes af byen Lucca i den italienske region Toscana. Museet indeholder en samling der hovedsageligt stammer fra efter 1800-tallet, og den er indrettet i et barokpalads i det centrale Lucca, der tidligere har tilhørt familien Mansi. Mange af de originale rumdekorationer findes fortsat på deres oprindelige plads.
Paladset blev opført oven på et sted, hvor der tidligere havde ligget flere byhuse, som alle var blevet købt i 1616 af købmanden Ascanio Mansi og hans efterkommere, der handlede med silke. Mens facaden har de tidligere renæssancevinduer, så ansatte Asccanios søn, Raffaello, fra 1686 til 1691 arkitekten Raffaello Mazzanti til at renovere bygningen. Piano-rummet fik sit nuværende udseende og den store trappe blev etableret. I de kølere rum i stueetagen blev der etableret sommerlejligheder.
I den anden halvdel af 1700-tallet fortsatte Luigi Mansi med at ommøblere. Mansi-familien bibeholdt deres prestige i begyndelsen af 1800-tallet; Raffaele Mansi og Camilla Parensi var blevet udnævnt som hoffolk for Elisa Bonaparte og Felice Baciocchi. Raffaello Mansi Orsetti, der døde i 1956, var den første som fremviste kunstsamlingerne til offentligheden. I midten af 1960'erne solgte hans børn paladset til staten, som omdannede det til et kunstmuseum.
Husets interiør har bl.a. et meget dekoreret soveværelse med forgyldte karyatide-søjler der flankerer portalen.

## Galleri
- Pontormo:
 Porträt of Amerigo Antinori, ca. 1525.
- Domenico Beccafumi:
 The Continence of Scipio Africanus, ca. 1525.